# Abraham Phillips
Abraham Nicolas Phillips (Worcester, 20 mei 1945) is een Zuid-Afrikaanse schrijver.

## Biografie
Abraham Phillips, door familie en vrienden Ronnie Phillips genoemd, is geboren in 1945 in Riverview, een buitenwijk van Worcester in de provincie West-Kaap. In 1956 werd de familie, op grond van de apartheidswetten, gedwongen te verhuizen naar de wijk Witblokke. Het gezin met elf kinderen had het niet breed, maar de situatie verslechterde aanzienlijk toen in 1958 zijn vader door een ernstige ziekte werd getroffen. Phillips moest van school af om te gaan werken. Een ander dramatische gebeurtenis in zijn leven was de verdwijning in 1988 van zijn broer Selula Mejavie, na opgepakt te zijn door de politie. Zijn lijk werd na vier maanden gevonden.
Phillips en zijn vrouw bleven na hun huwelijk, waaruit zes kinderen werden geboren, in Riverview wonen. Sinds 1997 wonen zij in de naburige wijk Victoria Park.

## Carrière
Toen zijn vader nog werkte kocht deze regelmatig Die Burger. In die periode werd de basis voor Phillips´ schrijverschap gelegd: “Het lezen van deze krant leerde mij om de dingen scherp te zien”. De gebeurtenissen rond de verdwijning en dood van zijn broer zette hem aan het schrijven. Onzeker over het resultaat, tenslotte had hij zeer weinig scholing gehad, stuurde hij zijn manuscript op naar André Brink. Dankzij diens bemiddeling werd Die verdwaalde land in 1992 uitgegeven bij Queillerie. In 1993 verscheen Erfenis van die noodlot, over de lotgevallen van een bruine gemeenschap, en in 1997 Die Messiasbende, over een groep spiritusdrinkers. Eind jaren negentig verschenen drie boekjes in het kader van het streven naar toegankelijke leesstof voor volwassenen: Ysterman van die Witblokke, Die roos van Doringdal en Die avonture van Rocky Roy. Een aantal van deze publicaties is zeer autobiografisch. Tien jaar na zijn tot dan toe laatste boek kwam Die Evangelis van Kaggelsberg uit waarin de hoofdpersoon met de Bijbel als wapen een eind probeert te maken aan de dictatuur van gangsters in een gekleurde gemeenschap. Ten slotte beschrijft Die hart van een ma de strijd van drie moeders tegen tik(drugs)gebruik.
De schrijver was ook deelnemer aan het Afrikaanse taaldebat in kranten (Die Burger) en tijdschriften. In 2008 werd hem de Patrick Petersengedenkprys toegekend.